# Wustrow (Mecklenburgische Seenplatte)
Wustrow ist eine Gemeinde im Süden des Landkreises Mecklenburgische Seenplatte im Süden Mecklenburg-Vorpommerns. Die Gemeinde wird vom Amt Mecklenburgische Kleinseenplatte mit Sitz in Mirow verwaltet.

## Geografie
Das Gemeindegebiet Wustrows liegt an der Grenze zum Land Brandenburg in einer der seenreichsten Regionen der Mecklenburgischen Seenplatte. Von den zahlreichen Seen in unmittelbarer Nähe Wustrows seien hier nur der Rätzsee, der Gobenowsee, der Krummer Woklowsee, der Labussee, der Kleine Pälitzsee, der Klenzsee, der Plätlinsee und der Peetschsee genannt. Die Seen im südlichen Gemeindebereich (Ortsteil Canow) sind untereinander verbunden und Teil der Müritz-Havel-Wasserstraße. Das gesamte Gebiet ist ein Eldorado für Wassersportfreunde, der Tourismus ist daher auch von größter Bedeutung für das Gebiet. Zwischen den Seen erstrecken sich ausgedehnte Wälder und sanfte Hügel.
Umgeben wird Wustrow von den Nachbargemeinden Wesenberg im Norden und Osten, Rheinsberg im Süden sowie Mirow im Westen.

## Ortsteile
- Canow
- Drosedow
- Neu Canow
- Neu Drosedow
- Wustrow
- Seewalde
- Pälitzhof
- Grünplan

## Geschichte
Bei Erdarbeiten und Chausseebau wurden in der näheren und weiteren Umgebung immer wieder Zeugnisse dafür gefunden, dass diese Gegend schon sehr früh bewohnt war. Siedlungen der Germanen ließen sich nachweisen, Funde aus der Eisenzeit ergänzten das Geschichtsbild. Schließlich fanden sich Beweise für die Ansiedlung von Slawen in der Nähe von Niederungen und Seen. Um 1250 siedelten zusätzlich dauerhaft Bauern aus Westfalen, Holstein und Friesland in dieser Gegend.
Wustrow wurde urkundlich erstmals am 25. Januar 1349 erwähnt. Der Ortsname kommt aus dem Slawischen und bedeutet umflossener Ort bzw. Ort auf der Insel, welches sich auf die Lage zwischen Plätlinsee und Klenzsee bezieht.
Im Dreißigjährigen Krieg litt die Bevölkerung erheblich und die Anzahl der Wirtschaftsstellen halbierte sich bis 1664.
Um 1815 wurden in den Kirchenbüchern Wustrows noch Berufe erwähnt, die auf die Arbeit in den Glashütten der Nachbarorte hinweisen.
In Neu Canow, Grünplan und Canow bestanden bis zum Ende des 18. Jahrhunderts Glashütten. Wichtigste Einkommensquelle in diesem Ort blieben aber Landwirtschaft, Forst und Fischfang.
1836 wurde die Wustrower Feldmark neu geordnet und die Hauseigentümer erhielten gleichzeitig Acker in Erbpacht. Da mit der Aufteilung und Neuordnung der Äcker auch eine Zuordnung von Wiesen erfolgen musste, dauerten diese Verhandlungen bereits seit 1827 an. Vorher hatten die Wiesen einer gemeinschaftlichen Bewirtschaftung (Hütung) gedient. 1922 wurde durch das Erbpachtgesetz verfügt, dass aus Zeitpacht eine Erbpacht wurde. Die Größe der landwirtschaftlichen Nutzfläche je Hof lag im Dorf zwischen 6 und 25 Hektar. Schwierige Bodenverhältnisse, die oftmals getrennt liegenden Flächen und immer wieder wechselnde Eigentumsverhältnisse erschwerten die Bewirtschaftung und verminderten die Einnahmen.
1945 wurden durch die Bodenreform in Wustrow rund 178 Hektar enteignet und an 19 Neubauern vergeben. Die Größe dieser landwirtschaftlich nutzbaren Flächen lag zwischen 6 und 11 Hektar je Neubauernstelle.
1953/54 wurden sechs Bauern dieses Ortes und der Besitzer der nahegelegenen Hühnerfarm „republikflüchtig“. Bei einer Einwohnerzahl von rund 300 war dies ein einschneidendes Ereignis. Die verlassenen Höfe wurden vorübergehend durch den neugebildeten Örtlichen Landwirtschaftsbetrieb (ÖLB) bewirtschaftet. Nachdem am 1. September 1955 die erste Landwirtschaftliche Produktionsgenossenschaft in Neudrosedow gegründet wurde, wurden diese Aufgaben und das Personal übernommen.

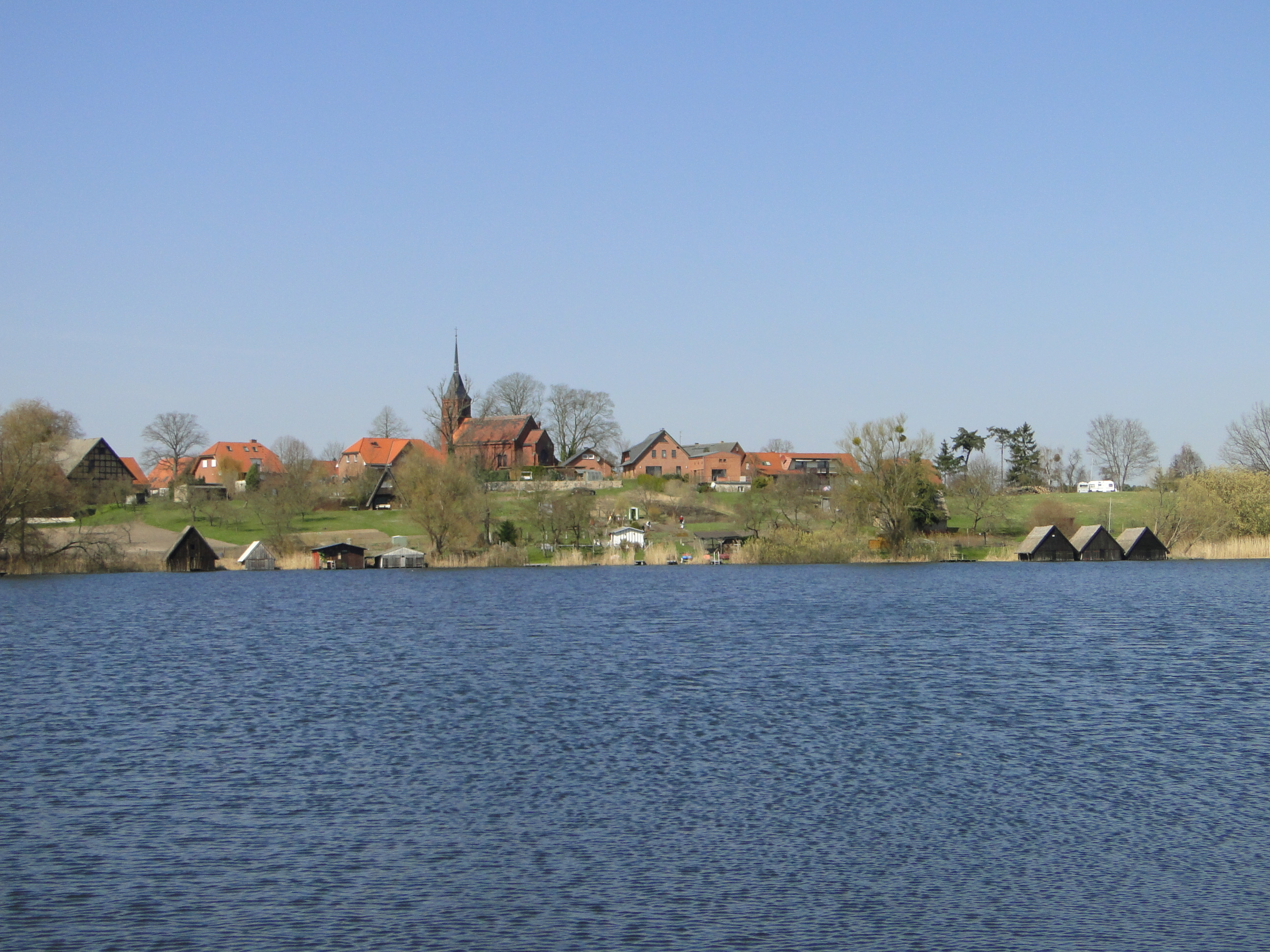
Blick über den Plätlinsee auf Wustrow

Im März 1960 kam es aufgrund der Parteibeschlüsse zur Bildung von landwirtschaftlichen Produktionsgenossenschaften (LPG), entweder des Typs I oder des Typs III, die sich voneinander durch die Viehhaltung und damit Nutzung der Ställe unterschieden. Dies führte jedoch nicht automatisch zur Überwindung der Schwierigkeiten, die sich aus der Zersplitterung der Feldmark sowie der sehr rasch wechselnden Bodenverhältnisse ergaben. Versuche, die unterschiedlichen Böden großflächig und gleichartig zu bestellen, führten mehrfach zu erheblichen Ertragsausfällen. Alteingesessene Bauern fühlten sich in ihren Ansichten zu den vorher geübten Bewirtschaftungsformen gestärkt. Den Schwierigkeiten, die sich aus den nach der Zusammenlegung gemeinsam genutzten kleinen Ställen ergaben, wurde mit dem Bau großer Anlagen begegnet, die sich weder an den örtlichen klimatischen Gegebenheiten orientierten noch den hygienischen Ansprüchen immer gerecht wurden (Rinderoffenstall bei Wustrow, große Entenfarm als Nachfolger der Hühnerfarm, Schweinezucht- und Schweinemastställe).
Seit Einführung der Gemeindeordnung 1864 wurden Dorfschulzen ernannt, denen ein Schulzenrat zugeordnet war. Nach 1914 wurde die Bezeichnung Bürgermeister eingeführt. Dies Amt hatten unter anderem ein Schuster, mehrmals Lehrer und auch Bauern inne. Ab dem 24. September 1946 gab es ein gewähltes Gemeindeparlament, anfangs bestehend aus 12 Personen. 1990 fand die erste freie Wahl statt, bei der sich 15 Parteien aufstellen ließen.
Seewalde am Gobenowsee entstand im 19. Jahrhundert aus einer zu Drosedow gehörenden Dampfziegelei mit Landwirtschaft. Durch Erlass des Großherzogs erhielt 1904 der Ort den Namen Seewalde. Das Gut war eine Erbpachtstelle. Das zweigeschossige Herrenhaus stammt aus den 1920er Jahren. Es war nach 1941 Heil- und Erziehungsinstitut, wurde um 1949 verstaatlicht, später Internatsschule, dann Kindergärtnerinnenschule und danach Schulungs- und Erholungshaus der SED. Nach 1995 wurde das Gebäude an den evang. Lauenstein e. V. rückübertragen und eine Werkstätte für Behinderte entstand.

## Dienstsiegel
Die Gemeinde verfügt über kein amtlich genehmigtes Hoheitszeichen, weder Wappen noch Flagge. Als Dienstsiegel wird das kleine Landessiegel mit dem Wappenbild des Landesteils Mecklenburg geführt. Es zeigt einen hersehenden Stierkopf mit abgerissenem Halsfell und Krone und der Umschrift „GEMEINDE WUSTROW * LANDKREIS MECKLENBURGISCHE SEENPLATTE“.

## Sehenswürdigkeiten
- Dorfkirche Wustrow von 1897 nach Plänen von Baumeister Witzeck erbaut; Nachfolgebau von einfachen Holzkirchen; früher Filialkirche von Wesenberg, 1773 Zuordnung zur Pfarre Strasen, seit einigen Jahren wieder bei Wesenberg
- neugotische Dorfkirche von 1882 in Drosedow aus Backstein mit massivem Dachreiter, in dem sich die Glocke von 1860 befindet
- Fachwerkkirche Strasen von 1784 gebaut vom Forstingenieur Draeseke; Turm 1969 abgebrochen
- Fachwerkkirche Priepert von 1719; nach Kriegsschäden ohne Turm
- Pfarr- und Schulhaus Wustrow. Bis in die 1980er Jahre wohnten hier die Lehrer. Im Jahre 1999 wurde eine Heimatstube eröffnet, die 2008 sich erweiterte um   Arbeitszimmer und Handbibliothek des Schriftstellers Helmut Sakowski (1924–2005). Später wurde diese in das neue Schulgebäude (erbaut um 1950) übernommen, wo eine flächenmäßig größere Heimatstube eingerichtet werden konnte.
- drei Stelen von 1997 zur Erinnerung an den Todesmarsch von KZ-Häftlingen im April 1945, am Ortsausgang nach Pälitzhof, in der Ortsmitte sowie am Ortseingang; errichtet von Jugendlichen unter Anleitung des Künstlers Wolf Leo
- zweigeschossiges Gutshaus Drosedow vom 19. Jahrhundert und Park
- Jagdschloss Sankt Hubertus in Drosedow von 1904 im Jugendstil für Alfred Dührssen gebaut; 1914 bis 1945 Zentrum des Gestüts Drosedow, nach 1945 Wohnhaus, Verkaufsstelle und Kindergarten, nach 1960 Schulungseinrichtung; privatisiert, saniert und seit 2004 Pension
- Gutshaus Neu Drosedow, ein aus der Mitte des 19. Jahrhunderts errichteter klassizistischer, zweigeschossiger Putzbau. Die Kulturscheune des Guts ist ein Standort der Festspiele Mecklenburg-Vorpommern.
- Gutsanlage in Seewalde mit eingeschossigem Herrenhaus aus den 1920er Jahren und Park mit Eiskeller aus Feldsteinen; nach 1949 Internatsschule und Erholungshaus, seit 1998 erweitert als Einrichtung für Behinderte

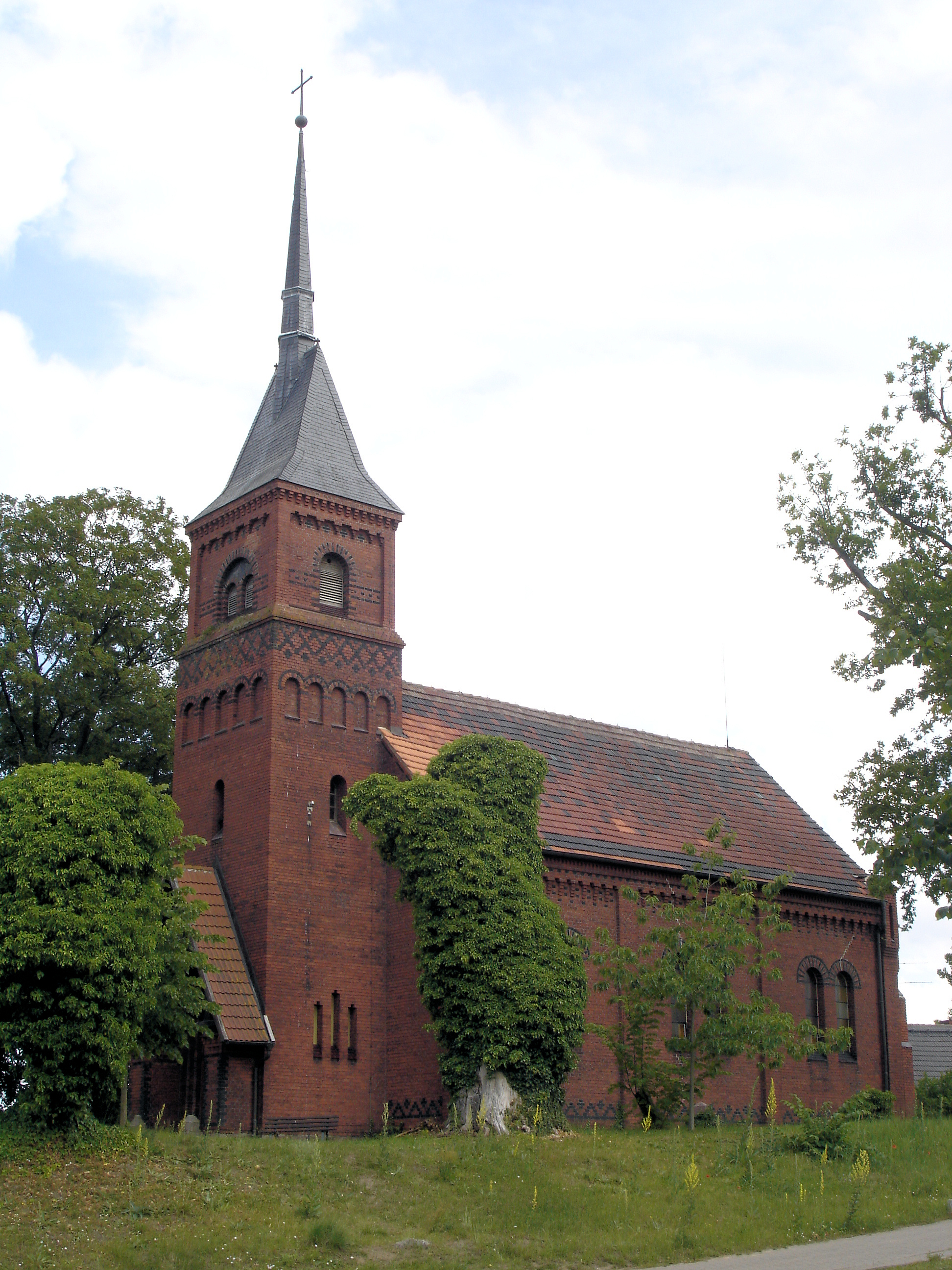
Kirche in Wustrow
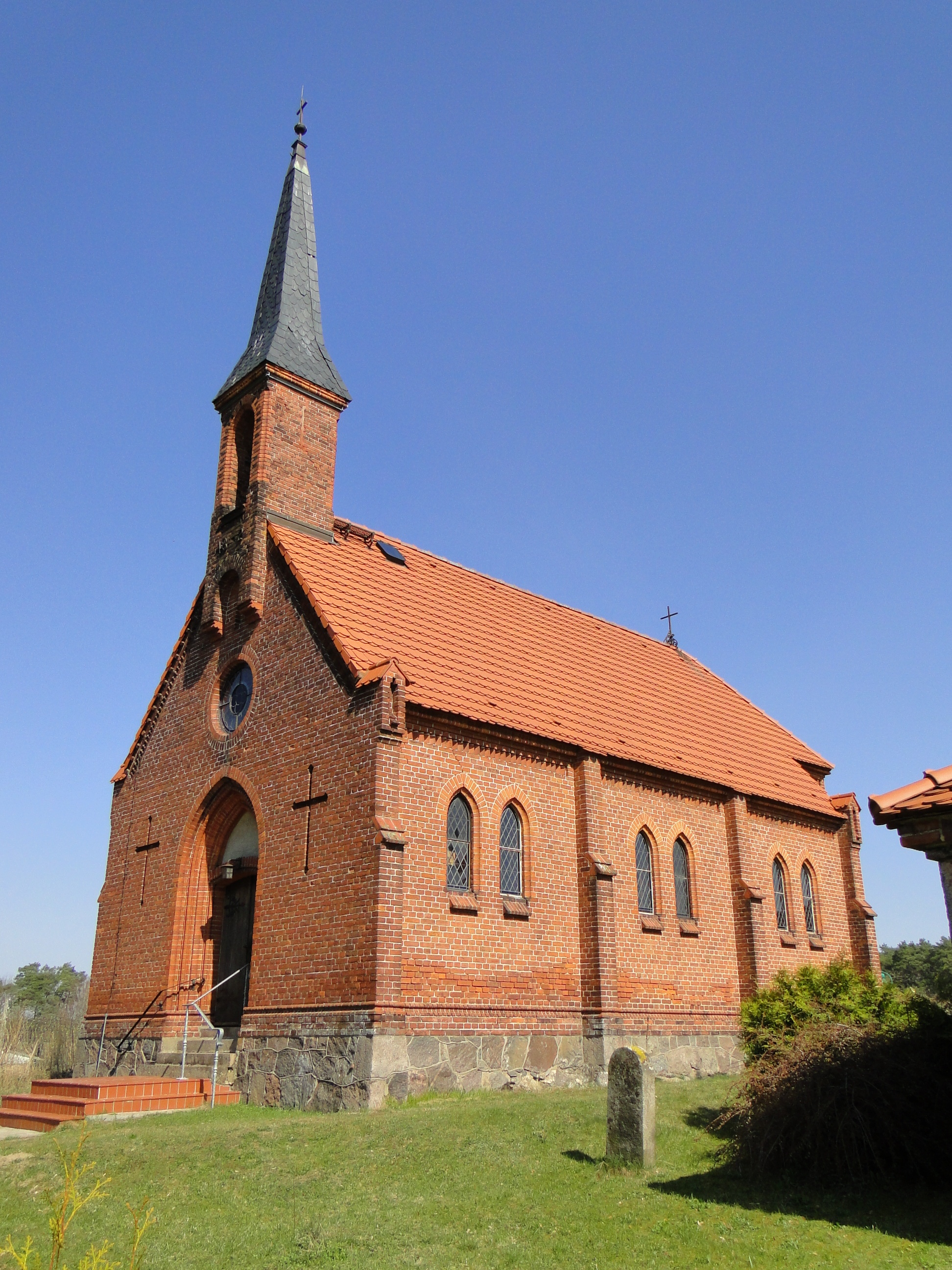
Kirche in Drosedow

## Wirtschaft
Wesentliche Impulse für die Entwicklung des Ortes ergaben sich aus dem Tourismus und der Landwirtschaft. Wurden einerseits nach 1970 bisher übliche Feldwege, die den Bauern die Bewirtschaftung ihrer Felder erleichterten, im Zuge großangelegter Kultivierungen in Ackerland verwandelt, so erhielten anderseits bisher unbefestigte Landstraßen Bitumendecken. Dadurch wurde es unter anderem möglich, dass der Schülerverkehr mit Bussen erfolgte.
Noch bis um 1958 wurde am nahen Klenzsee auf einer Lichtung das Holz aus den umliegenden Wäldern gesammelt und sortiert, um dann auf dem See zu Flößen verbunden und abtransportiert zu werden.
Die nach 1950 eingerichtete Maschinen-Ausleih-Station (MAS) und später als Maschinen-Traktoren-Station (MTS) bezeichnete Einrichtung am Rande von Wustrow ist aufgelöst. Nur wenige kleinere Handwerks- und Dienstleistungsbetriebe sind noch vorhanden.

## Verkehr
Wustrow liegt an der Bundesstraße 122 zwischen Wesenberg und dem brandenburgischen Rheinsberg. In Richtung Osten besteht Straßenanschluss an die Bundesstraße 96 (zwischen Fürstenberg/Havel und Neustrelitz). Der nächste Bahnhof befindet sich in Wesenberg an der Strecke Mirow–Neustrelitz. Die Anbindung an Wesenberg und Neustrelitz wird unter der Woche mit den Linienbussen der MVVG sichergestellt.

## Persönlichkeiten
- Alfred Dührssen (1862–1933), Gynäkologe und Hochschullehrer der Universität Berlin; er ließ 1904 das Jagdschloss Sankt Hubertus in Drosedow bauen.
- Gerhard Roewer (1939–2019), Chemiker und Hochschullehrer sowie Professor der Chemie an der Technischen Universität Bergakademie Freiberg
- Karl Friedrich Schultz (1766–1837), Mediziner und Botaniker; Erstbeschreiber zahlreicher botanischer Taxa